# Castello di Acri
Das Castello di Acri, auch Rocca dei Bruzii genannt, ist eine Burgruine der Bruttier aus dem 4. Jahrhundert v. Chr. in Acri in der italienischen Region Kalabrien. Ihr Turm ist das Symbol der heutigen Stadt.

## Geschichte
Die Burg diente der Kontrolle der Grenze zum Gebiet, das in der Zeit des Magna Graecia vom mächtigen Sibari kontrolliert wurde. Die Theorie der Errichtung durch die Bruttier erscheint heute durch die verschiedenen archäologischen Funde in der gesamten Altstadt von Acri, die auf die Zeit von der Kupfersteinzeit bis zur Bronzezeit datiert werden, vollständig bestätigt.
Später war die Burg eine altrömische Festung, wie sie von dem Historiker Capalbo auf einer Marmortafel (gefunden 1890) in lateinischer Sprache mit der Inschrift „XII LEGIO“ beschrieben ist und darüber hinaus auf einem weiteren Steinfragment mit der Inschrift „Sacellum Dedicatam ad Veneri“, sowie durch kleine Mosaikteile, vermutlich griechischer Herkunft, die man in der Nähe der Burg gefunden hat.
Historische Zeugnisse, die bis heute erhalten sind, beschreiben die Burg als „Castel Vetere“, also als sehr alt. 1190 von einem ersten Platea des Bistums Bisignano mit Anbau die Kirche Santa Nicola ante ad Castillum beschrieben: Diese Kirche fand sich einst in der Umfassungsmauer der Burg, während sie heute etwas außerhalb liegt. Die Kirche weist verschiedene Stilelemente auf und wird auf das 10.–11. Jahrhundert klassifiziert.

## Beschreibung

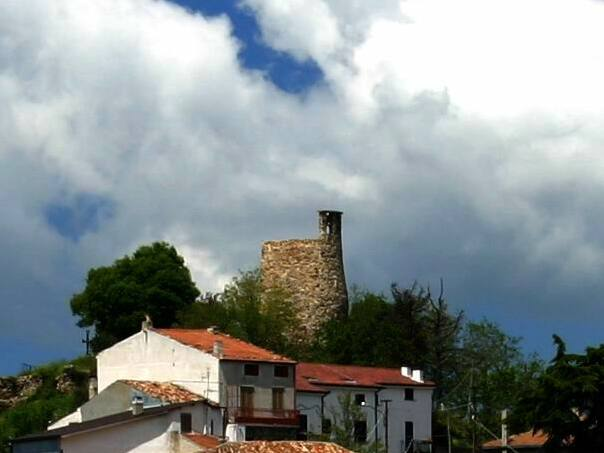

Der Grundriss der Burg war ursprünglich trapezförmig mit drei Türmen im höchsten Teil und einem vierten im unteren Teil der Verteidigungsmauer zur Kontrolle der Zugbrücke oder des Tores mit Fallgatter. Die Verteidigungsmauern umschlossen die gesamte Zitadelle des Viertels Pàdia, einschließlich der Mutterkirche Santa Maria Maggiore. In der Kirche, die bis 1290 von der Platea des Bischofs Ruffino da Bisignano als „Sancta Mariae de Padiae“ beschrieben wurde, hat man während einiger, kürzlicher Restaurierungsarbeiten Spuren eines frühchristlichen Tempels gefunden.
Die Umfassungsmauern der Burg haben eine Dicke von etwa zwei Metern im oberen Teil des Umfangs, während die Mauern im unteren Teil mit einer Dicke von etwa vier Metern beschrieben wurden. Bis zu den ersten Jahren des 20. Jahrhunderts war die Zisterne für die Wasserversorgung im Falle der Belagerung nördlich des heute noch existierenden Turms: Sie war etwa zwei Stockwerke (also sechs Meter) hoch und 20 Meter breit.
1999 wurden in den Burgmauern mehrere Münzen griechischen Ursprungs gefunden, darunter einige von Sibari, andere von Thurioi und nur eine von Crotone, die heute in Besitz der Soprintendenza Archeologica della Sibaritide sind.
Der Dichter Vincenzo Julia (1838–1894) widmete dem Castello di Acri ein Gedicht:

Al Castello di Acri

Degli ulivi all’ombra siedo inneggiando,

Medioevale castello, alle tue mura,

bevo del novo maggio la frescura,

e le reliquie tue vò contemplando.

Rugge ai tuoi piè, spumante e tortuoso,

Di pini centenari incoronato,

Dai calabri tramonti irradiato,

Dei vecchi bruzi il fiume turbinoso.

Dagli antichi castani esce la luna,

dentro le valli zeffiro sospira;

Un’ombra malinconica s’aggira

per i silenzi de la notte bruna.

È guerriero, che vien sopra il fumante

Cavallo di battaglia, invitto e altero,

Gli freme intorno il fiume alto e muggiente.

Il clongor de la tromba aragonese

Risuona del Moccon dentro le valli,

Salgon la costa i barbari cavalli,

Tuona il selvaggio accento del Barrese...